# Устинов, Сергей Львович
Сергей Львович Устинов (род. 9 марта 1953) — российский журналист, публицист, писатель

 и сценарист.
Сын писателя Льва Устинова.

## Биография
После окончания филологического факультета Московского государственного педагогического института в 1976 году в течение года был корреспондентом многотиражки МАИ «Пропеллер».
С 1977 по 1991 год работал в газете «Московский комсомолец», специальный корреспондент при секретариате, специализировался на судебных и уголовных делах, очерках нравов.
С 1985 года автор детективных романов и повестей, предприниматель, девелопер.
В марте 2014 года вместе с рядом других деятелей науки и культуры выразил своё несогласие с политикой российской власти в Крыму.
Основатель и директор «Музея истории евреев в России», открывшегося в Москве 18 мая 2011 года. Член президиума Российского еврейского конгресса.

### Сценарные работы
- 1990 — Дрянь
- 1990 — Неустановленное лицо
- 1992 — Игра всерьёз
- 2001 — Ключи от смерти